# アーマン・マヌーキアン
アーマン・マヌーキアン（Arman Tateos Manookian、アルメニア語表記: Արման Թադէոս Մանուկեան; 1904年5月15日 - 1931年5月10日）はアルメニア系アメリカ人の画家、イラストレーターである。ハワイの情景を描いた。

## 略歴
イスタンブールのアルメニア人キリスト教徒の家に生まれた。第一次世界大戦後のトルコでのアルメニア人虐殺を逃れて、16歳の1920年にアメリカ合衆国に移住した。プロビデンスの私立の美術学校、ロードアイランド・デザイン学校でイラストレーションを学んだ。アート・スチューデンツ・リーグ・オブ・ニューヨークでも学んだが、1923年にアメリカ海兵隊に召集された。海兵隊ではホノルルで海兵隊の広報誌を編集し、海兵隊の歴史の著作を行ったことで知られるマクレラン少佐(Edwin North McClellan)の事務係に選ばれ、マクレランの業務を手伝った。海兵隊の公式雑誌「Leatherneck Magazine」にマクレランが海兵隊の歴史の記事を連載した時、マヌーキアンは挿絵を描いた。この時描いた挿絵は現在、ホノルル美術館に収蔵されている。
1927年に退役したが、そのままハワイに残り、ハワイの新聞「Honolulu Star-Bulletin」や雑誌「Paradise of the Pacific」の挿絵を描く仕事をした。1929年に最初の個展を開いた。
1931年に鬱状態となり、ホノルルで自殺した。亡くなった直後にホノルル美術協会が追悼展が開かれ、2010年から回顧展が開かれた。「ハワイのゴッホ」と表現されたこともあった。

## 作品

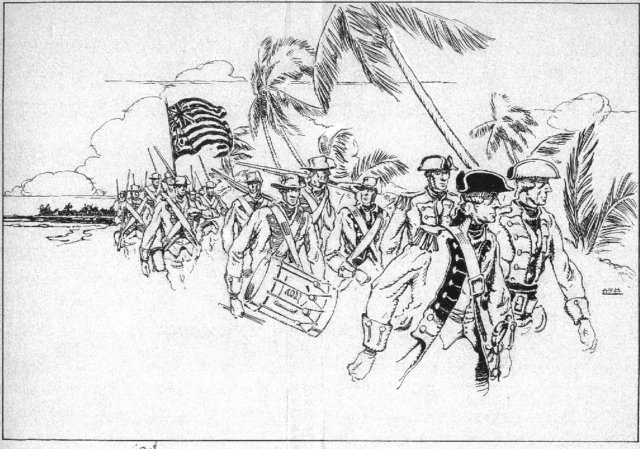
海兵隊を率いるサミュエル・ニコラス
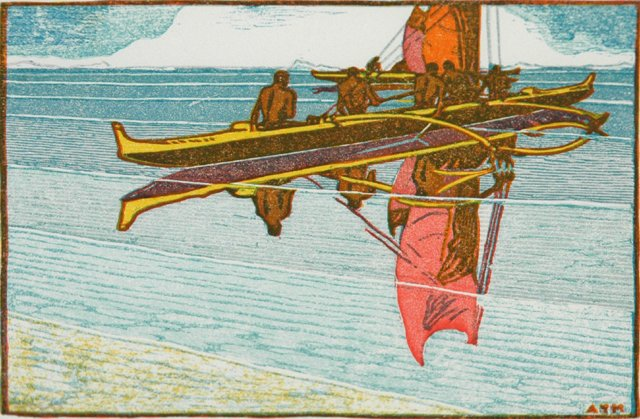
木版画 "Canoe Reflection"
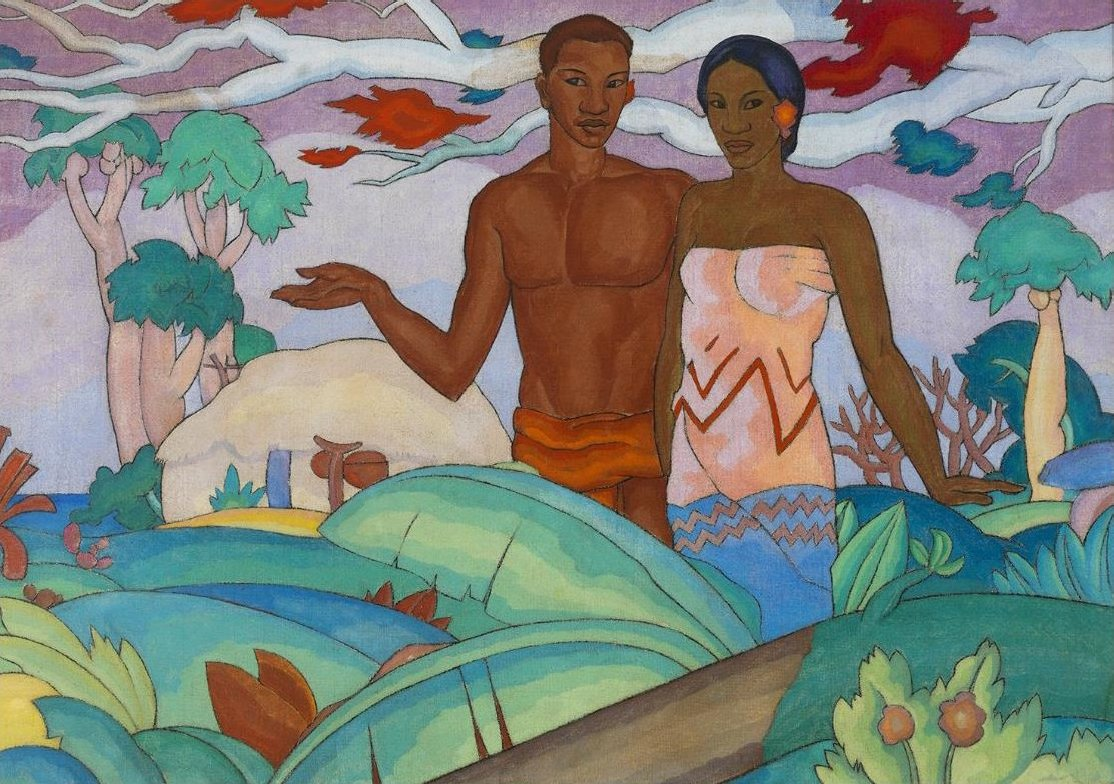
壁画「ハワイの少年と少女」
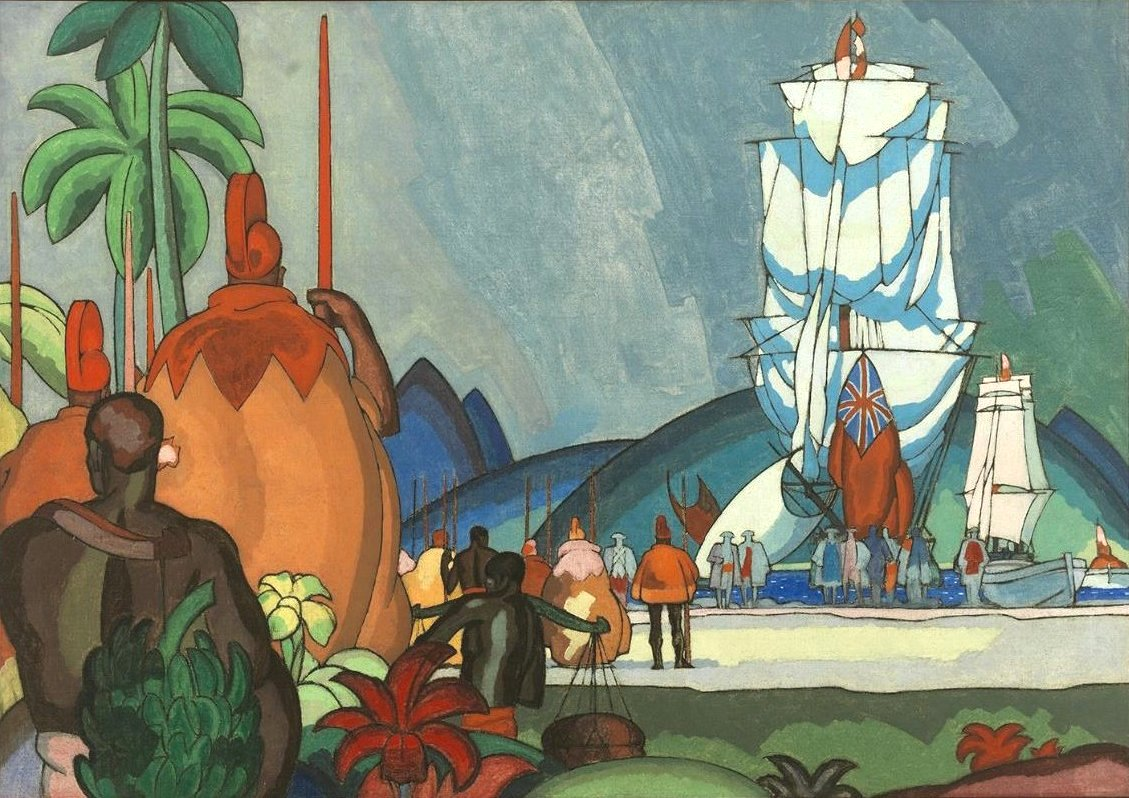
油絵、Greeting by Chiefs